# Zespół statystyczny
Zespół statystyczny Gibbsa – zespół wszystkich stanów mikroskopowych układu, którym odpowiada jeden stan makroskopowy. Pojęcie to wprowadził do mechaniki statystycznej w 1878 r. J. W. Gibbs.
Jest to idealizacja, polegająca na rozważaniu wielu (czasem nieskończenie wielu) kopii układu fizycznego, opisanych tymi samymi makroskopowymi parametrami stanu. W tym podejściu wielkościom makroskopowym odpowiadają obliczone po zespole wartości średnie wielkości mikroskopowych.